# Топлица (река)
Топлица је река у Србији, највећа лева притока Јужне Мораве. Карактеристична је по томе што, обилазећи брдо Хисар на улазу у Прокупље, једним делом свог тока тече узбрдо. Ова ретка појава назива се епигенија, а Топлица је једина река у Европи која има ову аномалију.

## Геологија
По повлачењу некадашњег Панонског језера, чији се један залив дубоко завлачио између планина Јастрепца и Пасјаче, остало је између ових планина његово заравњено дно. По таквом земљишту — састављеном од водоравних слојева глине, лапора и жућкасте иловаче — потекла је Топлица преко око 600.000 година. Она се свакако брзо усецала у некадашње језерско дно, док није доспела до тврђих стена, кристаластих шкриљаца Пасјаче, када је усецање знатно успорено. Када је након неколико стотина хиљада година вода спрала и однела највећи део наслага некадашњег језера између Вршника и огранака Пасјаче, Топлица се усекла у више земљиште састављено од чврстих стена, док је према северу остало ниже и мекше земљиште, што је аномалија позната као епигенија.

## Слив
Извире на источној страни Копаоника испод Панчићева врха тако што је граде Блажевачка река и Ђерекарска река код села Судимља у општини Брус а улива се у Јужну Мораву код Дољевца. Дуга је око 136 km. У горњем току, до изнад Куршумлије, на дужини од око 50 km протиче уском и дубоком долином, па се раније овај крај звао „Топлица Тијесна“. У овом делу Топлица је широка до 15, а дубока до 1 метар. Низводно од Куршумлије протиче кроз узану и до 500 метара дубоку Топличку котлину. Долина јој је широка до 20 метара и плитка, свега 1,5 метара дубока. То је некадашња „Топлица Равна“. Код Прокупља тече кратким сужењем (Хисарски теснац), а затим улази у равницу Добрича и до ушћа има изглед равничарске реке са изразито вијугавим током, где је незнатно дубља, а ширина се повећава на 25—35 метара.
Слив Топлице захвата површину од 10.280 km². Просечан проток воде на ушћу је 110 m³/s. Колебање протока у току године је веома велико. Најзначајнија притока је река Косаница. У сливу Косанице, северозападни обронци Радан планине, има око стотину земљаних стубова главутака јединствених микрооблика рељефа у земљи. Тај део се назива Ђавоља варош. Долином Топлице и Косанице води железничка пруга која преко Мердарског превоја повезује Поморавље са Косовом.

## Проток воде
Минимална издашност извора реке Топлице износи 1,1 m³/s, а максимална 45 m³/s. Температура воде на извору износи 7 °C. Вода истиче на висини од 2.017 метара надморске висине. Топлица просечно у реку Јужну Мораву донесе 110 m³/s воде. Река Топлица је 1935. година имала проток чак 986 m³/s то је био највећи проток икад забележен на Топлици.

## Структура тока
Ток Топлице представља композитну долину. Њу чини наизменично смењивање клисура и котлина.